# Дейви Крокет (оръжие)
Дейви Крокет (на английски: Davy Crockett, M388) e ядрен надкалиберен боеприпас, доставян до целта с помощта на безоткатно оръдие, разработен в САЩ по времето на студената война. Кръстен е в чест на американския конгресмен и национален герой Дейви Крокет (1786 – 1836). Един от най-малките по мощност серийни ядрени боеприпаси.

## Описание
Един от най-малките (по тегло) ядрени боеприпаси, създавани някога, „Дейви Крокет“ е разработен в края на 1950-те години в Los Alamos Scientific Laboratory за използване в случай на съветско настъпление на териториите на Западна Германия или на Корейския полуостров. В M388 е използван вариант на боезаряда W54 Y1 със субкилотонна мощност (от 10 до 20 тона в тротилово еквивалент; нерегулируема).
Конструктивно атомния снаряд се състои от главен обтекател, корпус, четири стабилизатора и бойна част.
На външната повърхност на корпуса на снаряда е разположен преключвател с две позиции HI/LO (High)/(Low) за настройване на височината на детониране на изделието. Масата на бойната част Mk-54 е 23 kg, масата на снаряда – 34,5 kg; дължината на боеприпаса е 787 mm, максималният диаметър – 280 mm. Кръговото вероятно отклонение на снаряда е 240 – 320 метра.
Стрелбата с боеприпаса M388 може да се води от 120 mm оръдието M28 (далекобойност до 2 km) или 155 mm оръдие M29 (до 4 km). Двата варианта на оръдия се обслужват от разчет от 3 души и предполагат поставянето на установката на триножник или джип, М29 може да се постави и на гъсеничен транспортьор М113. Оръдието М28 е снабдено с 20 mm пристрелочен автомат. Оръдията са безоткатни, изпълнени по схемата с разширителна камера. Характерната за безоткатните оръдия опасна зона при стрелба с боеприпаси „Дейви Крокет“ е 70×50 m отпред и 70×60 m отзад.
Според изчисленията, за осигуряване на надеждна безопасност на разчета на оръдието от поразяващите фактори на ядрения взрив (за дадената бойна глава главния фактор е йонизиращата радиация), минималното разстояние от точката на взрива до оръдието трябва да е в порядъка 700 – 800 m (погълната доза 1000 бера на разстояние 300 m, 210 бера – на 500 m).
Производството започва 1956 г., общо са произведени 2100 броя.
През 1962 г. на полигона в Невада са проведени 2 изпитания на даденото оръдие с използването на бойни заряди. От края на 1970-те години системата е свалена от въоръжение.